# Antalya Atatürk Stadium
El Antalya Atatürk Stadium (en turco: Antalya Atatürk Stadyumu) era un estadio en la ciudad de Antalya con una capacidad de 12 mil 453 asientos y donde alguna vez jugó sus partidos el Antalyaspor. El estadio inaugurado en 1965 fue cerrado para partidos oficiales en 2010 tras recibir malas noticias. Fue demolido en febrero de 2016.

## Historia
Los cimientos del estadio de la ciudad de Antalya, diseñados por el arquitecto francés Furet Turn, se colocaron en 1964 y se habilitaron al año siguiente. Con ampliaciones parciales en el tiempo, la capacidad del estadio se incrementó a 12 mil 453.
Cuando en 1998 se supo que Antalyaspor jugaría sus partidos en el estadio Varsak, en el norte de la ciudad, se consideró que no se utilizaría más. Sin embargo, como no se pudieron subsanar las deficiencias de infraestructura del estadio Varsak y no se pudo recibir un informe sólido, se decidió ampliar el estadio Antalya Atatürk. Como resultado del trabajo realizado por la Municipalidad Metropolitana de Antalya, se dio permiso para trabajar en el estadio, que está rodeado por un área protegida, y se agregaron gradas detrás de la portería.
El estadio Antalya Atatürk fue utilizado como lugar donde se celebraron las fiestas nacionales de Turquía en la ciudad durante muchos años.
El estadio Atatürk de Antalya acogió la final de la Copa de Turquía disputada el 23 de abril de 2003 en la que el Trabzonspor derrotó al Gençlerbirliği SK por 3-1 y se llevó la copa.
En 2007 se llevaron a cabo obras de renovación del césped del estadio. En 2010, debido al deterioro observado en las columnas de carga del estadio, no se recibió el permiso de la Federación Turca de Fútbol y se emitió un informe de "no se puede jugar el partido" para el estadio Atatürk de Antalya. El Antalyaspor, que buscaba un nuevo estadio para disputar sus partidos, utilizó el estadio Antalya Mardan hasta 2012 y el estadio de la Universidad Akdeniz hasta 2015 .
El presidente honorario de Antalyaspor Menderes Türel, como alcalde de la municipalidad metropolitana de Antalya, dijo en su declaración de 2014 que el estadio Antalya Atatürk sería demolido e incluido en el parque Karaalioğlu. Tras la demolición en 2016, el área donde estaba ubicado el estadio fue designada por la Municipalidad Metropolitana para el Diseño Urbano del Parque Karaalioğlu y sus alrededores. Se dispuso como un área de demostración dentro de su alcance.